# Norvellina pannosa
Norvellina pannosa är en insektsart som beskrevs av Ball 1902. Norvellina pannosa ingår i släktet Norvellina och familjen dvärgstritar. Inga underarter finns listade i Catalogue of Life.